# Il et Elle
Ne doit pas être confondu avec Il est elle.
Il et elle (en russe : On i Ona) est une nouvelle d’Anton Tchekhov, parue en 1882.

## Historique
Il et elle est initialement publiée dans la revue russe Potins mondains, no 26, du 23 juin 1882, sous le pseudonyme  d’A. Tchekhonte.  Aussi traduit en français sous le titre Elle et lui.
C’est une nouvelle humoristique et noire sur les relations hommes-femmes.

## Résumé
Elle, est une cantatrice célèbre de vingt-sept ans, française peut-être. Il, est son mari et secrétaire de trente-cinq ans. Tour à tour, ils vont décrire l’autre.
Selon lui, sa femme est laide, grasse, sale, alcoolique, avare et instable. Il ne lui trouve grâce et ne l’aime qu’à deux moments précis et brefs : quand elle chante et lors des dîners, car elle est alors une autre femme.
Selon elle, son mari n’est pas beau. Il est alcoolique, dépensier, paresseux, noble et allemand. Elle ne l’aime que pour son courage et raconte qu’elle l’a connu dans un restaurant : il s’est approché d’elle et lui a reproché de boire. Quand il apostrophe les gens en criant : « Mensonge ! », cela la fait vibrer. 

## Édition française
- Il et Elle, traduit par Madeleine Durand avec la collaboration d’E. Lotar, Vladimir Pozner et André Radiguet, dans le volume Premières nouvelles, Paris, 10/18, coll. « Domaine étranger » no 3719, 2004  (ISBN 2-264-03973-6)